# Ephedrus perillae
Ephedrus perillae är en stekelart som beskrevs av Tamili och Dinendra Raychaudhuri 1984. Ephedrus perillae ingår i släktet Ephedrus och familjen bracksteklar. Inga underarter finns listade i Catalogue of Life.